# 에스제이케이 (기업)
에스제이케이(구,세진전자)(SJK Co.,Ltd.)는 1972년 12월 20일에 설립되었고, 2010년 5월 코스닥시장에 상장되었다. 자동차부품 및 전자부품, 키보드, 리모콘, 무선원격검침기 등을 제조 및 판매를 목적으로 사업을 영위하고 있으며 최근 신재생에너지 및 헬스케어 분야로의 사업다각화를 진행하고 있다. 본사는 대한민국 서울시 금천구에 소재하고 있다.